# 박주희 (1974년)
박주희(1974년 3월 5일 ~ )은 대한민국의 배우이다. 1998년 MBC 27기 공채 탤런트로 데뷔하였다.

## 학력
- 계원예술고등학교
- 서울예술대학교 연극영화학과 졸업

## 출연작

### TV드라마
- 2012년 MBC 수목 미니시리즈 《아이두 아이두》 ... 구두매장 매니저 역 (특별출연)
- 2012년 KBS2 주말드라마 《넝쿨째 굴러온 당신》 ... 차윤희의 모임친구 역
- 2012년 KBS2 주간드라마 《부부클리닉 사랑과 전쟁2》
- 2010년 MBC 수목 미니시리즈 《아직도 결혼하고 싶은 여자》
- 2009년 MBC 월화 미니시리즈 《내조의 여왕》
- 2008년 MBC 아침드라마 《하얀 거짓말》
- 2006년 MBC 일일연속극 《얼마나 좋길래》
- 2004년 MBC 월화 미니시리즈 《불새》 ... 지은의 친구 희영 역 (특별출연)
- 2003년 MBC 월화 미니시리즈 《러브레터》
- 2002년 MBC 아침드라마 《내 이름은 공주》
- 2002년 코미디TV 시트콤 《란제리》 ... 속옷 회사 디자이너 실장 역
- 2001년 MBC 수목 미니시리즈 《가을에 만난 남자》
- 2001년 MBC 월화 미니시리즈 《선희 진희》
- 2001년 MBC 일일연속극 《결혼의 법칙》
- 2001년 MBC 수목 미니시리즈 《호텔리어》 ... 호텔 룸메이드 역
- 2000년 MBC 월화 미니시리즈 《뜨거운 것이 좋아》
- 2000년 MBC 주말연속극 《사랑은 아무나 하나》
- 2000년 MBC 수목 미니시리즈 《이브의 모든 것》
- 2000년 MBC 수목 미니시리즈 《나쁜 친구들》
- 2000년 MBC 주간시트콤 《세 친구》 ... 윤다훈과 박상면의 작업에 얻어낚인 레이디 뮤즈 박주희 역으로(단역)
- 2000년 MBC 청춘시트콤 《가문의 영광》
- 1999년 MBC 일일연속극 《날마다 행복해》
- 1999년 MBC 수목 미니시리즈 《안녕 내 사랑》
- 1999년 MBC 아침드라마 《아름다운 선택》
- 1999년 MBC 특별기획드라마 《왕초》
- 1999년 MBC 일일연속극 《하나뿐인 당신》
- 1999년 MBC 일일시트콤 《남자 셋 여자 셋》
- 1999년 MBC 월화 미니시리즈 《흐르는 것이 세월뿐이랴》
- 1999년 MBC 일요아침드라마 《사랑밖엔 난 몰라》
- 1998년 MBC 농촌드라마 《전원일기》
- 1997년 SBS 일일시트콤 《OK목장》
- 1995년 MBC 월화 미니시리즈 《TV시티》

### 영화
- 2011년 《위험한 상견례》 ... 편집장 은주 역
- 2002년 《피아노 치는 대통령》 ... 경호원 역
- 1999년 《해피엔드》 ... 긴머리 여자 역
- 1998년 《강원도의 힘》
- 1998년 《남자이야기》
- 1997년 《패자부활전》 ... 큐레이터 역
- 1995년 《돈을 갖고 튀어라》

## 방송
- SBS 출발 모닝와이드
- MBC 뉴스와이드
- KBS1 6시 내고향